# Zamek biskupów chełmińskich w Lubawie
Zamek biskupi w Lubawie – ruiny zamku znajdujące się na wzgórzu w mieście Lubawa, w województwie warmińsko-mazurskim.

## Historia
Zamek został wzniesiony w stylu gotyckim przez biskupa Arnolda w latach 1302-1326 według planu regularnego z wieżą, na miejscu pierwotnej budowli drewnianej. Zamek otaczał mur i fosy. W zamku rezydowali biskupi chełmińscy. W 1545 roku budowlę zniszczył pożar. W 1 połowie XVII stulecia przebudowano ją na barokową rezydencję. Od 1773 roku zamek niszczał i został zrujnowany na początku XIX stulecia. W 1826 roku został rozebrany. Do dziś przetrwały fragmenty fundamentów, murów i zapewne jedna z dwóch baszt, która była domem mieszkalnym.